# Fitzpatrick-huidtypering

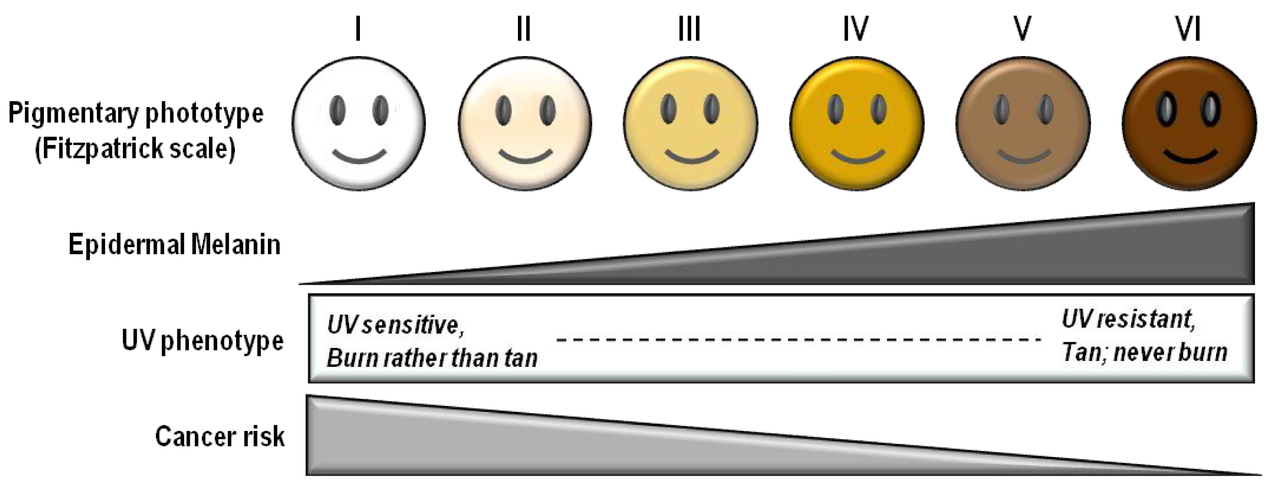
De schaal van Fitzpatrick en het risico op huidkanker

De Fitzpatrick-huidtypering (ook Schaal van Fitzpatrick of Fitzpatrick-fototyperingsschaal) is een numeriek classificatieschema voor de menselijke huidskleur. De classificatie werd in 1975 ontwikkeld door de Amerikaanse dermatoloog Thomas B. Fitzpatrick als een hulpmiddel om de reactie van verschillende huidtypes op ultraviolet (UV) licht te meten.

## Gebruik
Deze schaal was initieel bedoeld om op basis van huidskleur de juiste dosis ultraviolet licht te kunnen meten voor PUVA-therapie, een vorm van lichttherapie. Fitzpatrick kwam hiertoe omdat classificatie van patiënten op basis van haarkleur en oogkleur voor sommigen resulteerden in te hoge doses ultraviolet licht. Het bleek dat patiëntrapportages over reacties van hun huid op de zon veel accuratere voorspellingen gaf voor de uitwerking van PUVA-therapie. De schaal is buiten deze specifieke toepassing uitgebreid tot een breder scala aan huidtypes. De Fitzpatrick-huidtypering wordt nog steeds gebruikt als hulpmiddel voor dermatologisch onderzoek naar pigmentering van de menselijke huid.

## Indeling
De volgende lijst toont de zes categorieën van de Fitzpatrick-schaal in verhouding tot de 36 categorieën van de oudere kleurenschaal van Von Luschan (tussen haakjes):
- Type I (0-6) verbrandt altijd, geen bruining (bleekste huidtype; sproeten)
- Type II (7-13) verbrandt meestal, bruint minimaal
- Type III (14-20) soms lichte verbranding, gelijkmatige bruining
- Type IV (21-27) verbrandt minimaal, bruint altijd goed (matig bruin)
- Type V (28-34) verbrandt zeer zelden, wordt heel gemakkelijk bruin (donkerbruin)
- Type VI (35-36) verbrandt nooit (diep gepigmenteerd; donkerbruin tot nagenoeg zwart)

## Emoji-modifiers
De Fitzpatrick-schaal wordt ook gebruikt om de huidskleur van bepaalde emoji te kunnen definiëren, met vijf modifiers volgens de Fitzpatrick-schaal, waarbij type I en II samengevoegd zijn. Het maken van emoji met pigmentering gebeurt via een Emoji Modifier Sequence, waarin een code met een kleur uit de Fitzpatrick-schaal volgt op een ander karakter.